# Droit soudanais
Le droit au Soudan est complexe et hétérogène. Le droit musulman, principalement hanéfite et malékite, s'est progressivement établi à partir du XVIe siècle, laissant une place importante aux coutumes et aux droits des petits royaumes du Dâr Fung ou du Dâr Fûr. Sous la tutelle de l'Égypte de 1822 à 1881, le droit soudanais s'enrichit alors des apports modernistes, lesquels ont été balayés lors de la révolte mahdiste. La période du condominium anglo-égyptien (1899-1956) voit alors l'élaboration d'une jurisprudence, influencée par la common law britannique et le système juridique indien, qui cherche l'équilibre entre coutumes locales et lois européennes. Suit une tentative d'« arabisation du droit », sur le modèle égyptien (lui-même influencé par le droit civil français), puis une période d'islamisation, qui élargit le domaine du droit musulman du droit personnel, où il avait été cantonné depuis la colonisation, au droit pénal, suscitant un certain nombre de tensions et de conflits politiques.

## Histoire du droit soudanais

### Système juridique sous le condominium anglo-égyptien
En 1898, Lord Cromer, consul au Caire, introduit le système de Territorial law, inventé à l'origine pour l'Inde. Ce droit s'impose à tous, indépendamment des statuts particuliers, par contraste au droit s'appliquant en fonction des appartenances religieuses. Il comprend le droit public et le droit mixte (le droit pénal et les procédures) . Bonham Carter adapte alors les Codes indiens issus de la colonisation au Soudan, ce qui donne le Code pénal et le Code de procédure pénale de 1899. En 1900, la Civil Justice Ordinance renvoie le juge au droit musulman pour ce qui concerne le statut personnel (droit des successions et du mariage), quand les deux parties sont musulmanes (art. 3) et qu'elles renonçaient par écrit à être jugées par les tribunaux char'î (art. 38) . Pour le droit privé concernant des non-musulmans, ou pour ce qui ne ressort pas du statut personnel, les juges sont renvoyés aux lois existantes et à « toute coutume non contraire à la justice, à l'équité et à la bonne conscience » . Les juges se sont alors souvent inspiré de lois européennes, mais inventaient parfois d'autres normes. Jusqu'aux années 1970, aucun code civil ne fut cependant édicté.
En 1902, à l'époque du condominium anglo-égyptien qui dure jusqu'en 1956, la Mohammadan Law Courts Ordinance organise les tribunaux char'î, lesquels ne sont compétents que pour le droit personnel concernant des parties musulmanes. L'ordonnance donne au Grand cadi (égyptien) le pouvoir de faire des règlements (art. 8) , dont celui de 1915, lui permettant de s'écarter du rite hanéfite, introduisant ainsi du droit malékite, en faisant usage de la technique du talfîq (mélange des rites) .
Les réformes de 1922-1932, en application de la Native Policy, généralisent à l'ensemble du pays les tribunaux coutumiers, en vigueur dans le Soudan du Sud, au Darfour et au Kordofan. Compétents pour juger des affaires pénales et civiles mineures, ils jouent une pièce maîtresse dans l'édifice juridique. Gaafar Nimeiry, qui décide de les supprimer dans les années 1970, doit faire retour arrière, en les ré-instituant sous un nouveau nom (Local Courts Act de 1977).
En 1927, le Soudan est contraint de signer la Convention relative à l'esclavage de 1926.
Le colonisateur britannique fait participer les Soudanais aux réformes à la fin des années 1940. Une Cour d'appel et de révision pour les affaires pénales est créée en 1949. Les autorités religieuses et le gouvernement se prononcent, à la fin des années 1940, contre l'excision « pharaonique », la plus dangereuse.

### Système juridique après l'indépendance
En 1960, l'apparition de la Sudan Law Journal and Reports constitue une innovation, rapportant la jurisprudence depuis 1956.
Au début des années 1970, Gaafar Nimeiry avait d'abord pour projet d' « égyptianiser le droit » (1969-1973). Alors que le droit soudanais était nettement influencé par la common law britannique, le projet d'arabisation du droit, qui aurait conduit aussi à importer le droit civil de tradition française, codifié par Abd El-Razzak El-Sanhuri dans le Code civil égyptien (en) de 1949, se heurte à l'opposition de certains juristes (dont Zaki Mustafa, qui souligne l'importance de la jurisprudence dans l'élaboration du droit civil soudanais, les juges étant invités à statuer « suivant la justice, l'équité et la conscience »).
Nimeiry décide ensuite, au début des années 1980, de l'islamiser. Ainsi, il étend au droit pénal le droit musulman, jusqu'alors confiné au droit personnel. Cela provoque des tensions, en particulier par l'introduction de la peine d'amputation pour vol, peine qui fait partie des hudud en droit musulman, et qui n'était plus en vigueur depuis le XVIe siècle, mis à part l'intermède madhiste. Cette décision, couplée avec le retrait de l'autonomie du Soudan du Sud, conduit à la guerre civile.

## Sources du droit

### Constitution
La Constitution provisoire du Soudan est la loi suprême de l’État,. Toutes normes contraires, même les constitutions des États fédérés, est considérée comme nulle.

### Législation
L'article 5 de la Constitution dispose que la législation a pour source la charia. Avant l'indépendance du Soudan du Sud, l'article 5(2) disposait que la législation qui y était applicable n'était pas basé sur la charia, comme dans les États du nord, mais avait pour source les lois adoptés par consensus populaire, les valeurs et coutumes ainsi que leurs traditions et coutumes religieuses.

### Charia
L'article 5(1) dispose que la charia est une source du droit soudanais. Le Code pénal de 2003 est basé sur le droit pénal musulman.

## Organisation juridictionnelle

### Cour suprême
La Cour suprême est la juridiction recevant les pourvois formés contre les décisions des Cours d'appel en matière civile, pénale, et personnelle. La Cour a aussi une juridiction originale en matière de différends concernant une décision administrative du président de la République, des gouverneurs et des ministres fédéraux et des États fédérés.

### Cour constitutionnelle
La Cour constitutionnelle interprète la Constitution à la demande du président de la République, de l'Assemblée nationale, de la moitié des gouverneurs, ou de la moitié des membres des Assemblées fédérés. Elle est compétente pour prendre connaissance des situations ou les droits fondamentaux de la personne ne sont pas respectés, pour les situations de conflits de juridictions entre les entités fédérales et fédérés, et en cas de procédure criminelle contre le président de la République ou les gouverneurs.

## Sources

## Compléments

### Lectures approfondies
- Hervé Bleuchot, Les cultures contre l’homme ? Essai d’anthropologie historique du droit pénal soudanais, Préface de Norbert Rouland, Presses universitaires d’Aix-Marseille, Aix en Provence, 1994, 492 p., schémas et cartes.